# Inkarakara
 (janvier 2021).
Note. Cliquez sur le lien correspondant pour transférer rapidement le mot : nom commun, adjectif, verbe ou autre.
Depuis l’activation de la fonction Special:Import, il est vivement recommandé  de contacter un administrateur du Wiktionnaire pour procéder à l’importation de la page ainsi que de tout l’historique vers ce dernier.
 (janvier 2021).
Les inkarakara (singulier ; rukarakara ; kinyarwanda - English Dictionary : unfired brick) sont parmi les matériaux de construction les plus utilisés au Rwanda.

## La terre crue au Rwanda

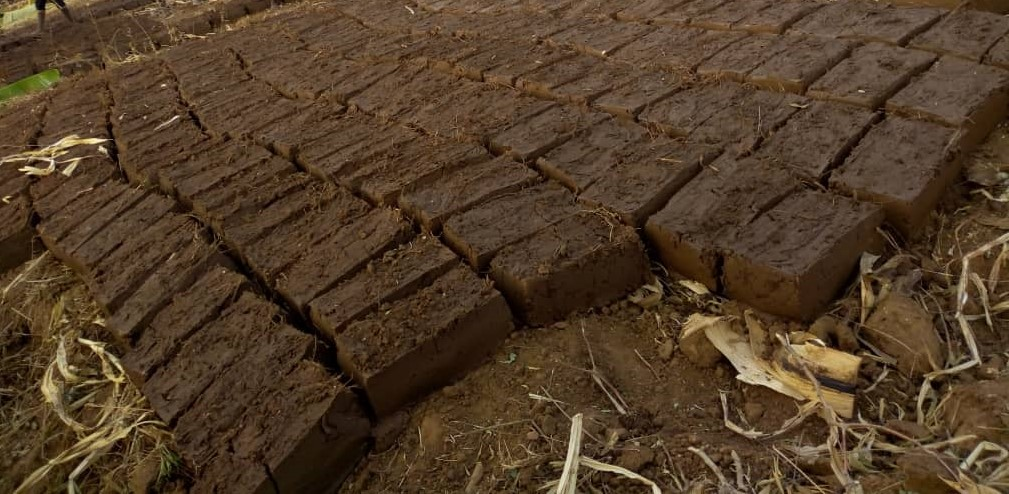
Inkarakara au cours de la phase de séchage à Bugesera (Rwanda)

La fabrication des inkarakara diffère de celle utilisée dans la fabrication des briques crues ou à l’adobe, de par les constituants et les dosages mis en jeu depuis le début du procédé jusqu’à l’obtention du produit final.

### Fabrication
La fabrication des inkarakara dépend de ses constituants (boue, herbe, eau) et du dosage de ces constituants dans le mélange. Ce dosage peut grandement varier en fonction de la nature du sol, la quantité de l’eau ainsi que de celle de l’herbe.
Il convient ensuite de procéder au séchage : le temps d'exposition des inkarakara au soleil dépend également de plusieurs facteurs (nature du sol, proportions des constituants, dimensions) mais il varie en général entre 4 et 10 jours.

### Dimensions

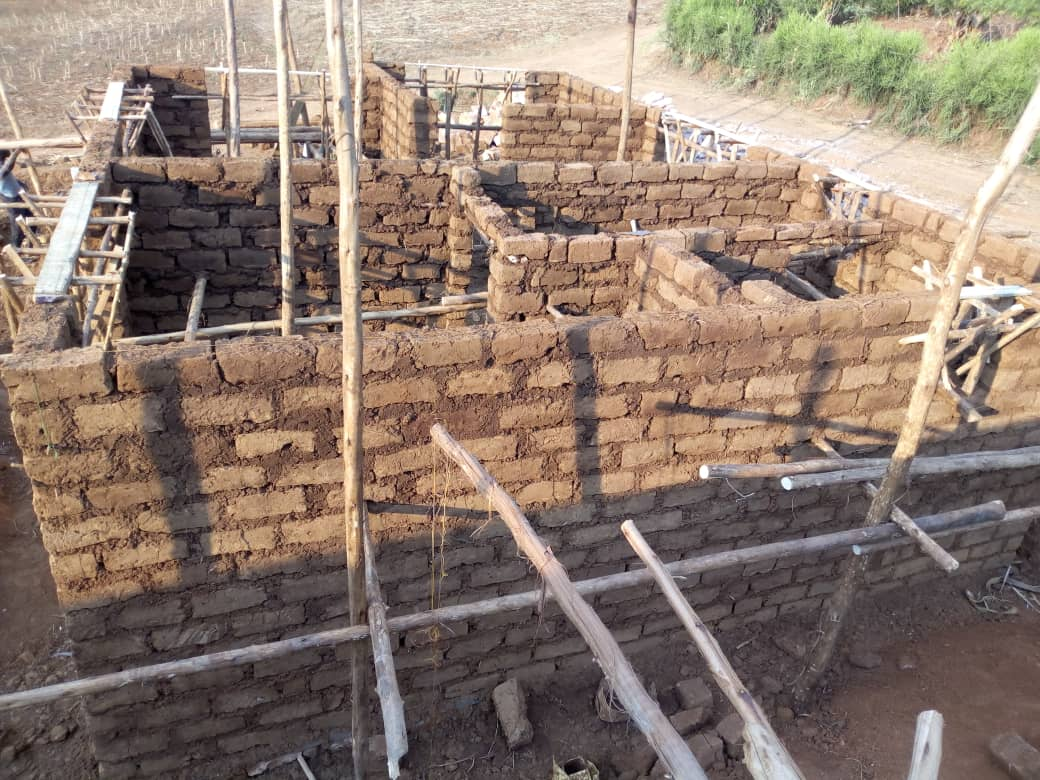
Maison en cours de construction avec Inkarakara à Bugesera (Rwanda)

Au Rwanda, les dimensions des Inkarakara varient selon les régions et les techniques des maçons. Les dimensions les plus utilisées sont les suivantes :
Inkarakara, catégorie 1:  40 cm (longueur)× 20 cm (largeur) × 20 cm (hauteur)
Inkarakara, catégorie 2 :  40 x 20 x 18

### Avantages des inkarakara
On peut notamment relever :

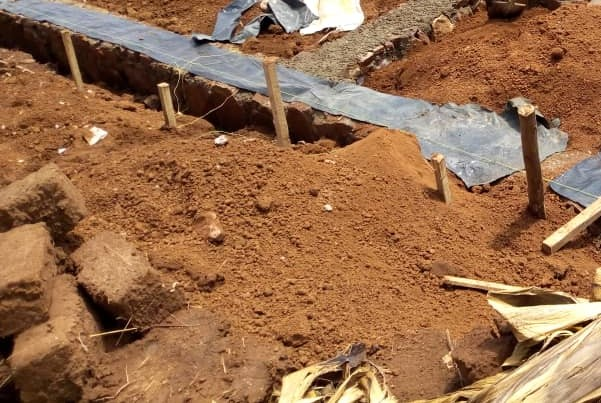
Inkarakara à côté d'une fondation en béton armé, à Bugesera (Rwanda)

Le coût : Les inkarakara sont moins chers comparés aux autres matériaux de construction notamment les briques cuites ou les briques de ciment,
La protection de l’environnement : Comme les inkarakara sont séchés par le soleil, il n’y a pas besoin d’utiliser le bois pour leur cuisson.

### Désavantages des inkarakara
La fabrication des inkarakara n’est avantageuse que pendant la saison sèche car la pluie peut les endommager.